# Tandon Doss
Tandon Mic Doss (22 de diciembre de 1989 en Indianapolis, Indiana) es un jugador de fútbol americano que ocupa la posición de Receptor y que milita en las filas de los Baltimore Ravens de la National Football League (NFL).

## Carrera universitaria

### Temporada 2008
En su primera temporada, Doss jugó en apenas 8 partidos, registrando 14 recepciones para 189 yardas con un touchdown.

### Temporada 2009
En su segunda temporada, Doss fue titular en los 12 partidos de la temporada regular, registrando 77 recepciones para 962 yardas y 5 touchdown. Indiana tuvo una desastrosa campaña de 3-9, Tandon también fue utilizado en jugadas por tierra, en donde él registró 127 yardas y un touchdown por tierra en 14 intentos. Con la graduación de Marcus Thigpen la temporada anterior, Doss fue utilizado en regresos de patada. Contribuyó con 44 yardas en regreso de patada en 4 intentos, así como 533 yardas en patadas de retorno en 25 ocasiones.
Para el año 2009, Doss promedio 128,8 yardas totales. Fue uno de los pocos puntos brillantes de los Hoosiers en la decepcionante temporada (4-8). Doss fue nombrado para el primer equipo Big Ten.

### Temporada 2010
En su tercer año en Indiana, Doss registró 63 recepciones para 706 yardas y 7 touchdowns, la mejor marca de su carrera. Doss también registró 28 acarreos para 163 yardas y un touchdown. Doss fue regresador de patadas principal de Indiana, donde consiguió 1.016 yardas en 41 regresos. En total, Doss promedió un impresionante 175,8 yardas totales por juego, que fue la figura 4º mejor a nivel nacional como el mejor en la Big Ten.
Por segundo año consecutivo, Tandon Doss fue nombrado para el primer equipo al Big Ten. Después de su temporada de junior, Doss anunció que iba a renunciar a su último año y entrar en el Draft 2011 de la NFL.

## Carrera profesional

### Baltimore Ravens
Tandon Doss fue seleccionado 123a general del Draft de 2011 de la NFL por los Baltimore Ravens. Él fue el cuarto jugador seleccionado por los Baltimore Ravens en 2011, y el segundo receptor detrás de la selección de segunda ronda Torrey Smith de la Universidad de Maryland. A pesar de una pretemporada constructiva, Tandon Doss no tuvo recepciones en la temporada 2011.
El 3 de febrero de 2013 ganó su primer anillo de campeonato en su carrera al derrotar a San Francisco 49ers 34-31 en el Super Bowl XLVII